# Selección de sóftbol de Argentina
La selección de sóftbol de Argentina es el equipo masculino representativo de dicho país en los eventos internacionales de la disciplina.
Tras conquistar el título mundial en la edición 2019, se convirtió en el único equipo hispanohablante y de Iberoamérica en haberse consagrado campeón mundial. No obstante, a nivel juvenil, Argentina ha ganado en dos ocasiones y en forma consecutiva el Campeonato Mundial Sub-18 de la disciplina en las ediciones de 2012 realizado en Paraná, Argentina y 2014 disputado en Whitehorse, Canadá.

## Participaciones

### Campeonato Mundial de Sóftbol
| 1966 | Ciudad de México       | No participó | No participó | No participó |
| 1968 | Oklahoma               | No participó | No participó | No participó |
| 1972 | Marikina               | No participó | No participó | No participó |
| 1976 | Lower Hutt             | No participó | No participó | No participó |
| 1980 | Tacoma                 | 12do         | 1            | 6            |
| 1984 | Midland                | FG           | Sin datos    | Sin datos    |
| 1988 | Saskatoon              | No participó | No participó | No participó |
| 1992 | Manila y Pasig         | 6.º          | 6            | 2            |
| 1996 | Midland                | 9.º          | 7            | 3            |
| 2000 | East London            | No participó | No participó | No participó |
| 2004 | Christchurch           | 8.º          | 3            | 4            |
| 2009 | Saskatoon              | 7.º          | 3            | 4            |
| 2013 | Auckland               | 4.º          | 5            | 3            |
| 2015 | Saskatoon              | 8.º          | 2            | 5            |
| 2017 | Whitehorse             | 4.º          | 4.º          | 4.º          |
| 2019 | Praga y Havlickuv Brod | Campeón      | Campeón      | Campeón      |
| 2022 | Auckland               | 4.°          | 4.°          | 4.°          |

### Campeonato Panamericano de Sóftbol
| 1981 | I    | Maracay       | Sin información oficial |
| 1985 | II   | Medellín      | Sin información oficial |
| 1989 | III  | Paraná        | Participó               |
| 1993 | IV   | Monterrey     | Sin información oficial |
| 1998 | V    | Valencia      | Sin información oficial |
| 2002 | VI   | Guatemala     | Sin información oficial |
| 2006 | VII  | Hermosillo    | 3º puesto               |
| 2012 | VIII | Medellín      | 3º puesto               |
| 2014 | IX   | Paraná        | Subcampeón              |
| 2017 | X    | Santo Domingo | Subcampeón              |
| 2022 | XI   | Paraná        | Campeón                 |
| 2024 | XII  | Sincelejo     | Campeón                 |

### Juegos Panamericanos
El sóftbol comenzó a disputarse en la VIII edición de los Juegos Panamericanos realizados en 1979. En las ediciones XV (2007) y XVI (2011), solo se disputó en la rama femenina.
| 1979 | VIII  | San Juan       | No participó   |
| 1983 | IX    | Caracas        | 10.º           |
| 1987 | X     | Indianápolis   | 6.º            |
| 1991 | XI    | La Habana      | 9.º            |
| 1995 | XII   | Mar del Plata  | 6.º            |
| 1999 | XIII  | Winnipeg       | 4.º            |
| 2003 | XIV   | Santo Domingo  | 3º puesto      |
| 2007 | XV    | Río de Janeiro | No hubo torneo |
| 2011 | XVI   | Guadalajara    | No hubo torneo |
| 2015 | XVII  | Toronto        | 3º puesto      |
| 2019 | XVIII | Lima           | Campeón        |

## Palmarés

### Mayor
| Competición                   | Oro | Plata | Bronce | Total |
| ----------------------------- | --- | ----- | ------ | ----- |
| Campeonato Mundial de Sóftbol | 1   | 0     | 0      | 1     |
| Juegos Panamericanos          | 1   | 0     | 2      | 3     |
| Campeonato Panamericano       | 2   | 2     | 2      | 6     |
| Total                         | 4   | 2     | 4      | 10    |

### Sub-18
| Competición                          | Oro | Plata | Bronce | Total |
| ------------------------------------ | --- | ----- | ------ | ----- |
| Campeonato Mundial de Sóftbol Sub-18 | 2   | 0     | 0      | 2     |
| Total                                | 2   | 0     | 0      | 2     |